# Czorsztyn (gmina)
Czorsztyn – gmina wiejska w województwie małopolskim, w powiecie nowotarskim. W latach 1975–1998 gmina położona była w województwie nowosądeckim.
Siedziba gminy to Maniowy (dawniej Czorsztyn).
Według danych z 30 czerwca 2004 gminę zamieszkiwały 7143 osoby.

## Struktura powierzchni
Według danych z roku 2002 gmina Czorsztyn ma obszar 61,72 km², w tym:
- użytki rolne: 47%
- użytki leśne: 46%

Gmina stanowi 4,19% powierzchni powiatu.

## Demografia

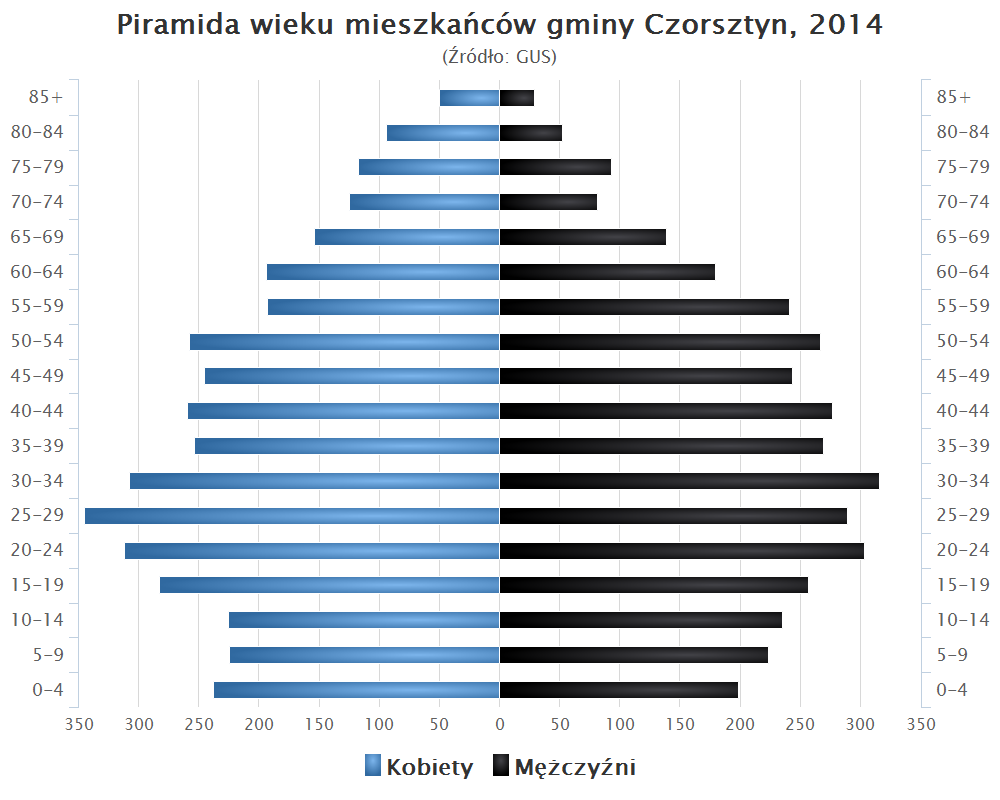
Piramida wieku mieszkańców gminy Czorsztyn w 2014 roku

Dane z 30 czerwca 2004:
| Opis                              | Ogółem | Ogółem | Kobiety | Kobiety | Mężczyźni | Mężczyźni |
| --------------------------------- | ------ | ------ | ------- | ------- | --------- | --------- |
| jednostka                         | osób   | %      | osób    | %       | osób      | %         |
| populacja                         | 7143   | 100    | 3639    | 50,9    | 3504      | 49,1      |
| gęstość zaludnienia (mieszk./km²) | 115,7  | 115,7  | 59      | 59      | 56,8      | 56,8      |

## Sołectwa
- Czorsztyn
- Huba
- Kluszkowce
- Maniowy
- Mizerna
- Sromowce Niżne
- Sromowce Wyżne

Miejscowość bez statusu sołectwa: Podbrzezie.

## Sąsiednie gminy
Krościenko nad Dunajcem, Łapsze Niżne, Nowy Targ, Ochotnica Dolna. Gmina sąsiaduje ze Słowacją.